# Беси Аргираки
Василѝя Аргира̀ки (на гръцки: Βασιλεία Αργυράκη), позната като Бѐси Аргира̀ки (Μπέσσυ Αργυράκη) или само Бѐси (Μπέσσυ) (4 април 1957 г., Атина), е гръцка певица.

## Биография
Кариерата ѝ започва през 1973 г., когато е на 16 години, с участието ѝ на 12-ото издание на Фестивала на гръцката песен в Солун (провело се от 12 до 14 септември) с песента Ηλεκτρονική εποχή („Електронна епоха“) по музика и текст на Димитрис Константарас и аранжимент на Зак Яковидис, с която се класира на пето място. Участва и на изданието през следващата година (от 19 до 21 септември) с песента Οι καμπάνες („Камбаните“) със същите автори.
На провелото се от 18 до 20 септември 1975 г. 14-о издание на фестивала се явява заедно с певеца Робърт Уилямс, с когото изпълнява песента Σαν ένα όνειρο („Като сън“), чийто автор на музиката и текста е той, а аранжиментът е дело на Костас Клавас. Двамата печелят Първа награда и Награда за изпълнение.
През 1977 г. в заедно с Робърт Уилямс, Пасхалис Арванитидис и Мариана Толи представя Гърция на 22-рото издание на Песенния конкурс на „Евровизия“ в Лондон с песента Μάθημα σολφέζ („Урок по солфеж“), с която квартетът се класира на пето място с общо 92 точки. Автор на музиката е Йоргос Хадзинасиос, а на текста – Севи Тиляку. Песента е доста успешна и дори има няколко чуждоезични кавъра от различни изпълнители.
През 1978 г. участва на „Златният Орфей“ в България и е удостоена с Втора награда в международния конкурс на фестивала.
През 1979 г. участва на 19-ото издание на Международния фестивал на песента в Сопот, Полша. Изпълнява песните Και τι δεν θα 'δινα („И какво ли не бих дала“) и Ludzkie gadanie („Хорските приказки“; оригиналната полска песен е на Мариля Родович). Класира се на първо място и печели Голямата награда на фестивала.
На 28 февруари 1981 г. звукозаписната компания „Полидор“ издава японскоезичния ѝ сингъл Toshihiko/Anata ni merci, с първата песен от който на 29 март певицата участва на 10-ото издание на Музикалния фестивал в Токио, изпълнявайки я на френски и японски. За изпълнението си печели Сребърна награда. Автор на музиката е Кийоши Хатори, Шигеки Уатанабе – на аранжимента, а Мачико Рю – на текста. Плочата влиза в класацията на „Орикон“ за 100-те най-успешни сингъла и се задържа в нея в продължение на девет седмици. По-късно същата година е издаден и албумът ѝ Bessy Sings („Беси пее“), включващ десет песни, девет от които – включително и Toshihiko – са на японски, а една – на английски език. В края на годината участва и на Световния песенен фестивал в Сеул, Южна Корея, с песента I Feel so Wonderful.
На 29 и 30 октомври 1983 г. участва на 14-ото издание на Световния фестивал на популярната песен в Токио, което се провежда в „Нипон Будокан“,, с песента Le chant des gitans („Песента на циганите“) по музика на Спирос Папавасилиу и текст на Панайотис Калкос, с която се класира на четвърто място и е удостоена с наградата за изключителна песен.
Последният ѝ към 2021 г. албум, Γίνε φωτιά, е издаден през 1997 г.

## Кавъри на нейни и чужди песни
Немалко от песните на Беси Аргираки са гръцкоезични кавъри на известни за времето си хитове на изпълнители, като Франс Гал, Рафаела Кара, Барбра Страйсенд, Дона Съмър, Ким Уайлд, Доли Партън, Том Джоунс, „Би Джийс“ и други.
На песента ѝ Αν ανήξεις την καρδιά μου („Ако отвориш сърцето ми“) от 1982 г. нидерландският певец Бени Нейман записва кавър версия, озаглавена Waarom fluister ik je naam nog („Защо шептя името ти още“). След него Вики Леандрос записва немски кавър със заглавието Alle Frauen dieser Erde („Всички жени на тази земя“), издаден през 1985 г., а Демис Русос записва своя версия на оригинала.
Две песни от репертоара на Кичка Бодурова са кавъри на песни на Беси Аргираки:
- Χιλιάδες αν („Хиляди „ако“) – Бодурова записва както гръцки, така и български кавър, вторият от които е озаглавен „Сурова нежност“. Текстът е написан от Жива Кюлджиева, а аранжиментът е дело на Иван Пеев. Гръцкият кавър е включен в албума ѝ „Гръцки песни“ от 1984 г.,[17] а българският – в „Кичка Бодурова“ от 1985 г.[18]
- Δεν τη φοβάμαι τη ζωή („Не се страхувам от живота“) – кавърът е включен в албума „Гръцки песни“ от 1988 г.[19]

## Дискография

### Студийни албуми
- 1975 – Robert & Μπέσσυ (съвместен албум с Робърт Уилямс)
- 1976 – Eurovision 76 (съвместен албум с Робърт Уилямс, Такис Антониадис и Рена Панграти)
- 1976 – Μπέσσυ Αργυράκη
- 1977 – Είναι για σένα
- 1979 – Μεγάλη στιγμή
- 1980 – Μπέσσυ
- 1981 – Bessy Sings
- 1981 – Δική σου για πάντα
- 1982 – Χιλιάδες αν
- 1984 – Σήμερα και πάντα
- 1987 – Μια νύχτα μόνο
- 1988 – Έλα ξανά
- 1990 – Απειλή
- 1992 – Ξαναγύρισα σε σένα
- 1994 – Θα σταματήσω φορτηγά
- 1997 – Γίνε φωτιά